# الومبوکو
الومبوکو (به لاتین: Aloumboukou) یک منطقهٔ مسکونی در توگو است که در منطقه کارا واقع شده‌است.